# El Hassane Ben Lkhainouch
El Hassane Ben Lkhainouch, né le 1er juin 1981, est un athlète français spécialiste des courses de fond. 
Résidant au Mans, dans la Sarthe, il est licencié au club d'Alès Cévennes. 
En mars 2014, il remporte le titre de champion de France de cross-country devant Abdellatif Meftah. 
En avril 2014, il est champion de France du 10 000 mètres sur piste élites en 28 min 29 s 49.   
En 2013, lors du championnat d'Europe de cross-country, il termine en dixième position du classement individuel et en quatrième position du classement des équipes nationales. 

## Palmarès
- Championnats de France de cross-country 2014 : vainqueur
- Championnats de France de cross-country 2015 : 3e